# Copa Conmebol 1996
Copa CONMEBOL 1996 var 1996 års säsong av den sydamerikanska fotbollsturneringen Copa CONMEBOL som vanns av den argentinska klubben Lanús. Det var klubbens första titel och togs efter en seger mot Santa Fe från Colombia efter 2-1 totalt.
I turneringen deltog fyra lag från Brasilien; två lag från Argentina, Colombia och Uruguay; ett lag från Bolivia, Chile, Ecuador, Paraguay, Peru och Venezuela.

## Åttondelsfinaler
| Lag 1             | Tot. resultat | Lag 2                 | 1:a matchen | 2:a matchen | Straffar |
| ----------------- | ------------- | --------------------- | ----------- | ----------- | -------- |
| Bragantino        | 5–4           | Palmeiras             | 5–1         | 0–3         | —        |
| Deportes Tolima   | 1–4           | Vasco da Gama         | 1–0         | 0–4         | —        |
| Deportivo Táchira | 2–5           | Santa Fe              | 2–2         | 0–3         | —        |
| Alianza Lima      | 3–3 (s)       | Emelec                | 2–1         | 1–2         | 3–4      |
| Guaraní           | 5–3           | Fluminense            | 3–1         | 2–2         | —        |
| Bolívar           | 2–4           | Lanús                 | 1–0         | 1–4         | —        |
| Cobreloa          | 4–6           | Rosario Central       | 3–2         | 1–4         | —        |
| Porongos          | 2–8           | River Plate (Uruguay) | 2–2         | 0–6         | —        |

## Kvartsfinal
| Lag 1           | Tot. resultat | Lag 2                 | 1:a matchen | 2:a matchen | Straffar |
| --------------- | ------------- | --------------------- | ----------- | ----------- | -------- |
| Rosario Central | 4–0           | River Plate (Uruguay) | 4–0         | 0–0         | —        |
| Guaraní         | 2–8           | Lanús                 | 0–2         | 2–6         | —        |
| Emelec          | 1–2           | Vasco da Gama         | 0–2         | 1–0         | —        |
| Santa Fe        | 1–0           | Bragantino            | 1–0         | 0–0         | —        |

## Semifinal
| Lag 1         | Tot. resultat | Lag 2           | 1:a matchen | 2:a matchen | Straffar |
| ------------- | ------------- | --------------- | ----------- | ----------- | -------- |
| Lanús         | 6–1           | Rosario Central | 3–0         | 3–1         | —        |
| Vasco da Gama | 2–2 (s)       | Santa Fe        | 2–1         | 0–1         | 5–6      |

## Final
| Lag 1 | Tot. resultat | Lag 2    | 1:a matchen | 2:a matchen | Straffar |
| ----- | ------------- | -------- | ----------- | ----------- | -------- |
| Lanús | 2–1           | Santa Fe | 2–0         | 0–1         | —        |